# Portrait d'Adèle Besson (Renoir)
Pour les articles homonymes, voir Portrait d'Adèle Besson.
Le Portrait d'Adèle Besson est une peinture à l'huile réalisée par Auguste Renoir en 1918, représentant l'épouse de George Besson.

## Histoire
L'œuvre, actuellement exposée au musée des Beaux-Arts et d'Archéologie de Besançon, faisait partie de la collection de George et Adèle Besson qui fut donnée à l'État par les époux,. L'État partagea ensuite la collection entre le musée des Beaux-Arts et d'Archéologie de Besançon et le musée Albert-André de Bagnols-sur-Cèze, lequel conserve un Portrait d'Adèle Besson par Kees van Dongen.